# Three Cheers for the King
Three Cheers for the King è un cortometraggio muto del 1902. Il nome del regista non risulta di credit del film, ma vi viene riportato quello di Cecil M. Hepworth come direttore della fotografia.

## Produzione
Il film fu prodotto dalla Hepworth. Dopo la morte della regina Vittoria, salì al trono suo figlio Albert Edward. Edoardo VII fu incoronato re a Londra il 9 agosto 1902.

## Distribuzione
Distribuito dalla Hepworth, il documentario - un cortometraggio della lunghezza di 23 metri - presumibilmente uscì nelle sale cinematografiche britanniche nel 1902.
Non si hanno altre notizie del film che si ritiene perduto, forse distrutto nel 1924 quando il produttore Cecil M. Hepworth, ormai fallito, cercò di recuperare l'argento del nitrato fondendo le pellicole.